# Fair Haven, New Jersey
Fair Haven är en ort i Monmouth County i delstaten New Jersey, USA.